# Bernardino Gentili il Giovane

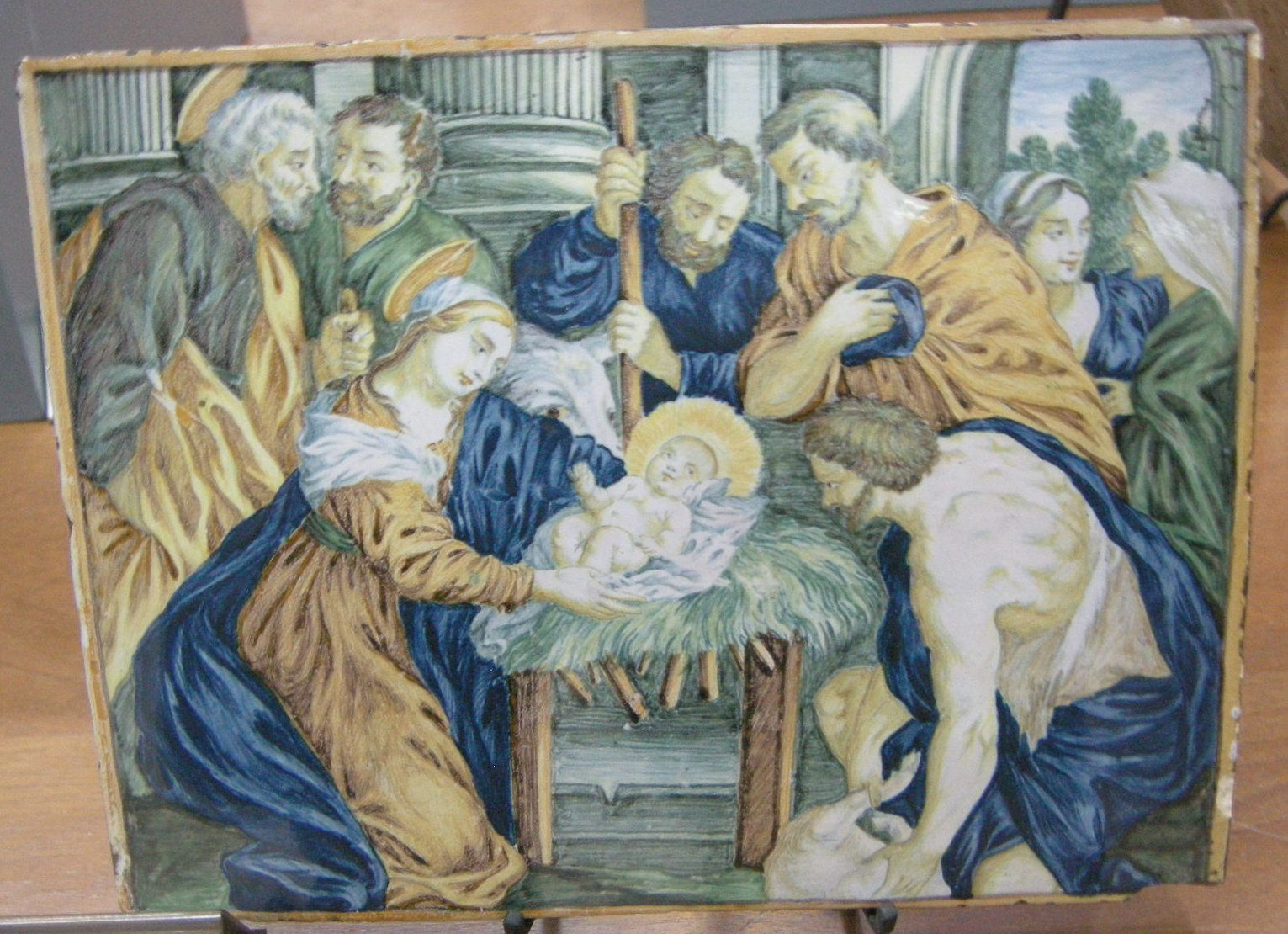
Ceramica di Castelli, Bernardino Gentili il Giovane, targa con Adorazione dei pastori, 1760-1775 Castello Sforzesco

Bernardino Gentili il Giovane (Castelli, 3 settembre 1727 – Castelli, 6 gennaio 1813) è stato un ceramista italiano.

## Biografia
Bernardino Gentili, detto il Giovane, era figlio di Carmine, ceramista appartenente a una dinastia di maiolicari di Castelli, e di Caterina Amicucci. Suo fratello Giacomo lavorò insieme a lui nella bottega paterna. Bernardino sposò il 9 maggio 1779 Teresa Paolini, di antica famiglia di Castelli, ma non ebbe figli e lasciò i suoi beni a Michele De Dominicis (Castelli 16 gennaio 1781 - 28 ottobre 1861), che era un abile ceramista. Il suocero Simone Paolini risulta 1743 pittore di maioliche, con fornace di proprietà a Castelli, in contrada delle Cese. Privi di eredi, nel 1803 i fratelli Bernardino e il sacerdote Domenico Berardo Gentili cedettero la loro casa a Michele De Dominicis, in cambio di una somma in denaro e pochi mesi più tardi, con tre diversi atti notarili, donarono altri beni al De Dominicis, in cambio di una pensione che permettesse loro di passare serenamente gli ultimi anni di vita. Con Berardino si estinse nel 1813 la famiglia Gentili a Castelli.

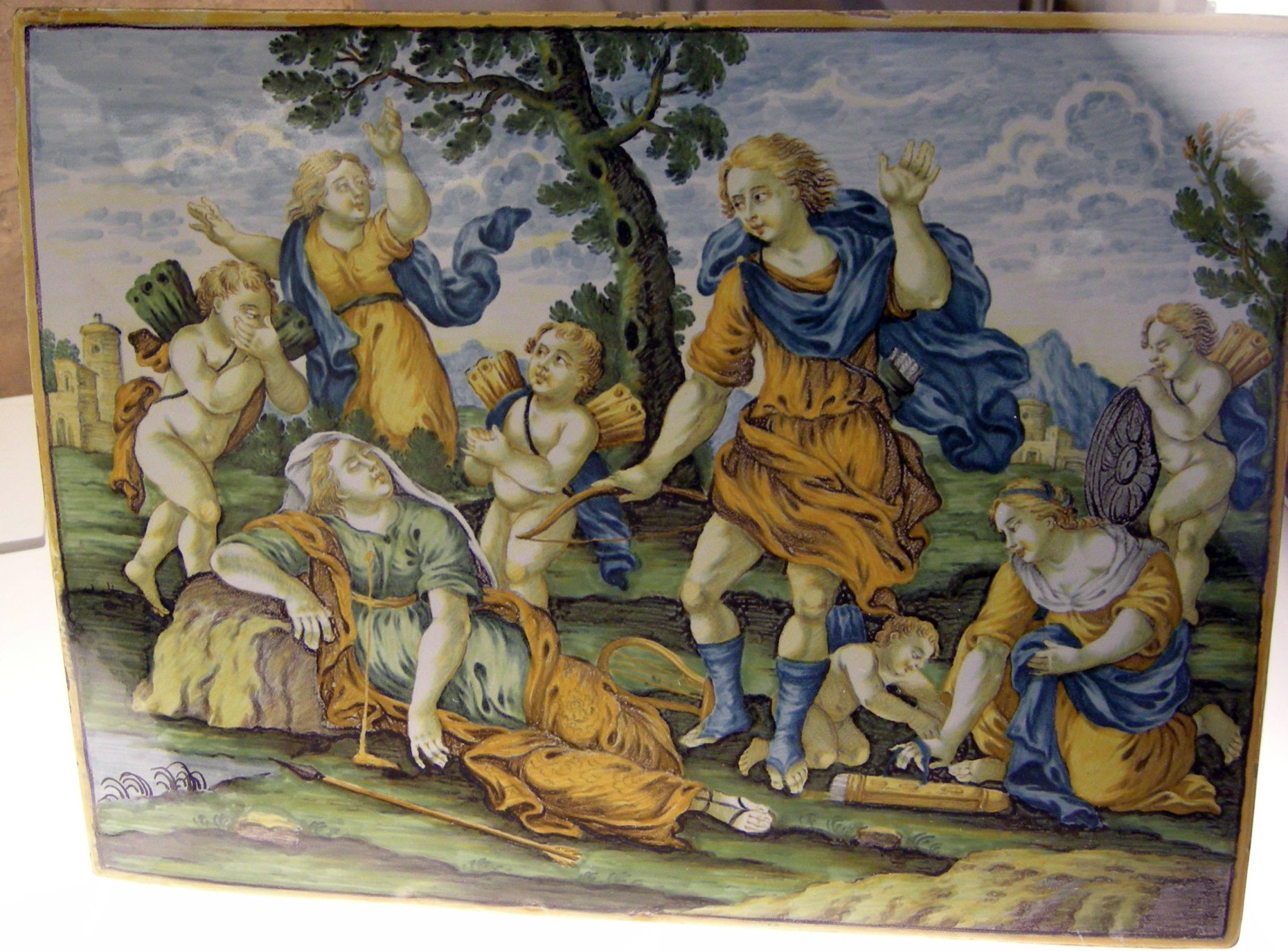
Maiolica di Castelli, Bernardino Gentili il Giovane, targa con Apollo che uccide la ninfa Coronide Galleria Nazionale delle Marche (Urbino)

### Ceramiche istoriate
Numerose sono le maioliche decorate da Bernardino Gentili: in parte totalmente di sua mano e a volte anche firmate, in parte eseguite in collaborazione con il fratello Giacomo. Esistono anche maioliche di bottega, caratterizzate da un repertorio di disegni più semplici e meno precisi.
Tra le opere da lui firmate c'è il Massacro di Sant'Orsola, al Museo nazionale di San Martino, a Napoli. La scena dipinta è tratta da una incisione del 1685 di Giovanni Antonio Lorenzini, eseguita da un dipinto di Lorenzo Pasinelli. Nel tratto di Bernardino si nota una netta influenza dello stile di suo padre Carmine, ma non ne raggiunge tuttavia la raffinatezza. Identico soggetto si ritrova dipinto su tre targhe, che differiscono per alcuni particolari e che sono divise tra il Museo capitolare di Atri, il Museo Correale di Terranova, a Sorrento e il Victoria and Albert Museum, di Londra.
Appartengono ad una stessa serie quattro dischi di piccole dimensioni, decorati rispettivamente con Contadinello che beve da un orcio, Pastorella seduta che fila, Contadinella con canestro e Pastorella con brocca e che sembrano riferibili alla maturità artistica di Bernardino Gentili. Egli ha anche realizzato le due targhe con Abramo che scaccia Agar e Ismaele e con Rebecca che incontra Eliezer, oggi conservate al Museo di San Martino.